# Hypena rhynchalis
Hypena rhynchalis là một loài bướm đêm trong họ Erebidae.